# Siouxindianeren Comata
Siouxindianeren Comata er en amerikansk stumfilm fra 1909 af D. W. Griffith.

## Medvirkende
- James Kirkwood som Comata
- Marion Leonard som Clear Eyes
- Arthur V. Johnson som Bud Watkins
- Linda Arvidson som Nellie Howe
- Verner Clarges